# 帕默鎮區 (北達科他州迪瓦德縣)
帕默鎮區（英語：Palmer Township）是位於美國北達科他州迪瓦德縣的一個鎮區。

## 地方資料
帕默鎮區的面積為92.93平方千米，當中陸地面積為91.32平方千米，而水域面積為1.61平方千米。根據2020年美國人口普查的數據，當地共有人口23人，而人口密度為每平方千米0.25人。